# Oncopus hapala
Oncopus hapala är en fjärilsart som beskrevs av Louis Beethoven Prout 1938. Oncopus hapala ingår i släktet Oncopus och familjen mätare. Inga underarter finns listade i Catalogue of Life.